# Montluçon
Montluçon is een stad en gemeente in het Franse departement Allier (regio Auvergne-Rhône-Alpes). De gemeente telde 33.317 inwoners op 1 januari 2022. Het is qua inwonertal de grootste gemeente van departement Allier. De plaats is de onderprefectuur van het arrondissement Montluçon.
De gemeente heeft een rijke geschiedenis dankzij de hertogen van Bourbon en dankzij haar metaalindustrie. Montluçon heeft net al de meeste gemeenten in Allier te maken met een afnemende bevolking.

## Geschiedenis
De stad kon in de middeleeuwen genieten van het mecenaat van de hertogen van Bourbon. In 1370 bouwde Lodewijk II van Bourbon er zijn hertogelijk kasteel.
Rond 1840-1850 werd Montluçon een bloeiende industriestad. Het plaatselijk gewonnen ijzererts werd aangevoerd via het Canal de Berry. De metallurgie werd aanvankelijk gevoed door hout uit het Forêt de Tronçais. Na de komst van de spoorweg werd het hout vervangen door steenkool uit Commentry. In de deze bloeitijd werd de stad verfraaid met een nieuwe stadhuis en een theater.

## Bezienswaardigheden
Het historische stadscentrum (Quartier Saint-Pierre) met schilderachtige straatjes en oude huizen is gebouwd in een meander van de Cher. Montluçon bezit een vijftiental historische monumenten. 
Bezienswaardigheden zijn:
- Het kasteel van de hertogen van Bourbon (1370);
- Jardin Wilson, stadspark met geometrische tuinaanleg;
- Église St.-Pierre, romaanse kerk uit de 12e eeuw;
- Église Notre Dame, werd gebouwd nabij een klooster van de benedictijnen van Menat. De huidige kerk is gebouwd op een romaanse kerk uit 12de eeuw bestaande uit één schip en 3 absissen. Een van deze drie bestaat nog steeds (OLV van Lourdes). In de 14de eeuw werd aangevangen met het vergroten van de kerk. Eerst met het koorbalkon en aan het einde van de 15de eeuw waren beide schepen klaar. De hoofdingang dateert van 1622. Meerdere historisch kunstwerken zijn te bezichtigen in de kerk waaronder beeldhouwwerken (Heilige Johannes - 1622, verguld Mariabeeld van perron Montlucianus - 1640) en schilderijen (Heilige maagd - 1640, Johannes de doper, De aanbidding van de wijzen door Guillaume Rome uit Brioude - 1445). Tevens is La Pieta van de hand van Jacques Morel uit Avignon (Morel was in Souvigny om de graven van Charles I en Agnes van Bourgogne te ontwerpen) te zien.
- Église Saint-Paul, kerk uit de 19e eeuw met een metalen skelet;
- MUPOP (museum gewijd aan muziek en -instrumenten).

## Geografie
De oppervlakte van Montluçon bedroeg op 1 januari 2022 20,67 vierkante kilometer; de bevolkingsdichtheid was toen 1.611,9 inwoners per km². 
De onderstaande kaart toont de ligging van Montluçon met de belangrijkste infrastructuur en aangrenzende gemeenten.

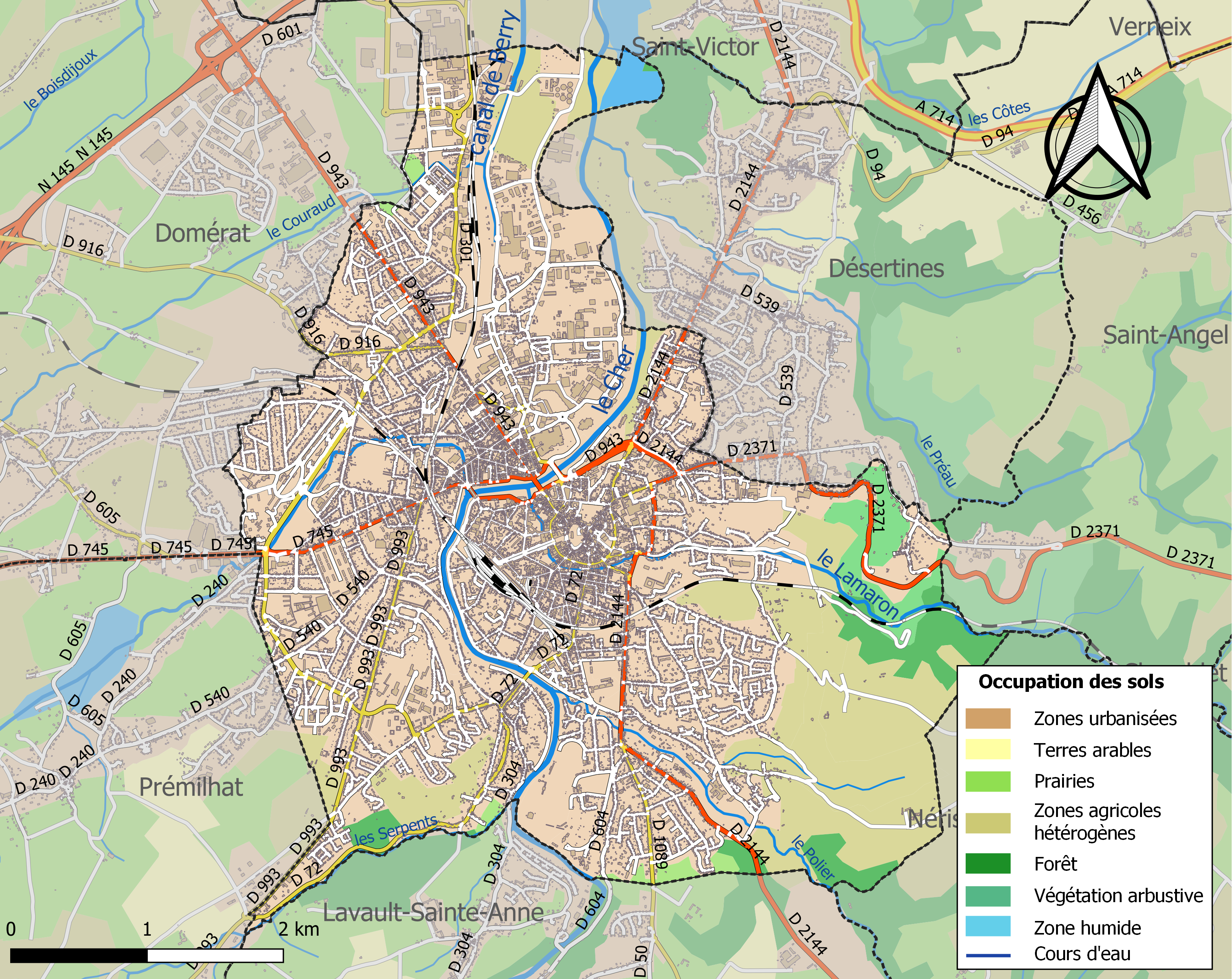

## Verkeer en vervoer
In de gemeente liggen de spoorwegstations Montluçon-Rimard en Montluçon-Ville.

## Demografie
In de tweede helft van de 19e eeuw kende de gemeente een sterke bevolkingsgroei dankzij de opkomende industrie en de verbeterde levensomstandigheden. Vanaf de jaren 1920 stabileerde het bevolkingscijfer en dit bleef zo tot de jaren 1950. Dankzij de babyboom was er opnieuw een groei, maar daarna volgde een krimp van de bevolking. Tussen 1999 en 2010 daalde de bevolking in de gemeente jaarlijks met gemiddeld 0,7%. Er waren meer overlijdens dan geboortes en ook het aantal vertrekkers was groter dan het aantal nieuwe inwoners.
Onderstaande figuur toont het verloop van het inwonertal.
Vanwege een beveiligingsprobleem met de MediaWiki Graph-software is het momenteel niet mogelijk deze grafiek weer te geven. Zodra de software is bijgewerkt zal de grafiek vanzelf weer zichtbaar worden.

## Sport
Montluçon was zes keer etappeplaats in de wielerkoers Ronde van Frankrijk. In 1953 was de Nederlander Wout Wagtmans er de eerste ritwinnaar. In 2008 was de Fransman Sylvain Chavanel er de voorlopig laatste ritwinnaar. Voormalig Ronde van Frankrijk-winnaar Roger Walkowiak is afkomstig uit Montluçon.

## Geboren in Montluçon
- André Messager (1853-1929), dirigent en componist
- Marx Dormoy (1888-1941), politicus en antifascist
- Fud Leclerc (1924-2010), Belgisch zanger
- Roger Walkowiak (1927-2017), wielrenner
- Olivier Weber (1958), schrijver, journalist en oorlogsverslaggever
- Rodolphe Roche (1979), voetballer
- Florian Vachon (1985), wielrenner